# باتي (صقلية)
بقطش أو باتي (بالإيطالية: Patti)‏ هي بلدية في مقاطعة مِسينة في صقلية الإيطالية.

## السكان
في سنة 1861 بلغ عدد السكان 7٬085 نسمة، وتطور العدد ليصل في سنة 2011 لـ 13٬325 نسمة.
يظهر هذا المخطط البياني تطور النمو السكاني لـ باتي (صقلية)